# شهرج
شهرج (بالفارسية: شهرگ؛ ويُكتب أيضاً شهرك) كان أرستقراطياً إيرانياً، شغل منصب حاكم بارس خلال الفتح الإسلامي لفارس.
ورد ذكره لأول مرة عام 644 عندما هزم القائد العسكري المسلم العلاء بن الحضرمي بالقرب من إصطخر. بعد مرور بعض الوقت، أنشأ عثمان بن أبي العاص قاعدة عسكرية في تواج، وبعد فترة وجيزة هزم شهرج وقتله بالقرب من ريشهر (لكن مصادر أخرى تشير إلى أن شقيق شهرج هو من قتله).